# Eugen von Daday
Eugen von Daday eller Jenő Daday, född 24 maj 1855 i Buzamező i Transsylvanien, död 2 april 1920 i Budapest, var en rumänsk-ungersk zoolog.
Auktorsnamnet Daday kan användas för Eugen von Daday i samband med ett vetenskapligt namn inom zoologin; se Wikipedia-artiklar som länkar till auktorsnamnet.